# Renault Type ER
Der Renault Type ER war ein frühes Personenkraftwagenmodell von Renault. Er wurde auch 12 CV genannt.

## Beschreibung
Die nationale Zulassungsbehörde erteilte am 20. November 1916 ihre Zulassung. Vorgänger war der bis 1914 produzierte Renault Type DM. 1917 folgte der Nachfolger Renault Type FK.
Ein wassergekühlter Vierzylindermotor mit 75 mm Bohrung und 120 mm Hub leistete aus 2121 cm³ Hubraum 12 PS. Die Motorleistung wurde über eine Kardanwelle an die Hinterachse geleitet. Die Höchstgeschwindigkeit war je nach Übersetzung mit 38 km/h bis 51 km/h angegeben.
Bei einem Radstand von 306 cm und einer Spurweite von 134 cm war das Fahrzeug 431,5 cm lang und 161,5 cm breit. Der Wendekreis war mit 10 Metern angegeben. Überliefert ist nur Tourenwagen für das Militär.